# Glochidion barronense
Glochidion barronense är en emblikaväxtart som beskrevs av Airy Shaw. Glochidion barronense ingår i släktet Glochidion och familjen emblikaväxter. Inga underarter finns listade i Catalogue of Life.